# Man met gepluimde baret
Man met gepluimde baret is een schilderij toegeschreven aan Rembrandt in het Statens Museum for Kunst in Kopenhagen.

## Voorstelling

Rembrandt. Halffiguur van een man met een valk. Ca. 1661. Göteborg, Göteborgs Konstmuseum.

Het stelt een man voor met lange haren en een baard. Hij draagt een grote, rode hoed met veren. Het werk wordt door sommige kunsthistorici gezien als voorstudie voor het schilderij Halffiguur van een man met een valk in het Göteborgs konstmuseum.

## Toeschrijving
In Kurt Bauchs oeuvrecatalogus Rembrandt (1966) en eerdere publicaties wordt het werk opgenomen als dat van Rembrandt. Na Bauch werd die toeschrijving afgewezen; enkele auteurs zagen in het werk een 19e-eeuwse kopie. In de tentoonstellingscatalogus Rembrandt? The Master and his Workshop (2006) wordt het werk opnieuw toegeschreven aan Rembrandt. Jørgen Wadum ontdekte tijdens de voorbereidingen voor deze tentoonstelling dat het doek waarop het schilderij in Kopenhagen is gemaakt, afkomstig is van dezelfde rol die gebruikt is voor het schilderij in Göteborg. Deze toeschrijving wordt door Christopher Brown echter verworpen.

## Herkomst
Het werk is afkomstig uit de Deense koninklijke verzameling in Slot Frederiksborg. In december 1890 werd het overgebracht naar het Statens Museum for Kunst.